# Albiola
Albiola (Aybolas sur des documents antiques, Ebòlas en Constantin VII Porphyrogénète) était un centre portuaire de la lagune de Venise qui s’élevait au sud de l’actuel San Pietro in Volta, en localité de Portosecco.

## Historique
Les chroniques révèlent qu'Albiola, vu la position géographique sur les berges de l’estuaire, fut exposé aux dévastantes attaques ennemies : on cite la chute de Pépin d'Italie en 810, l'invasion des Hongrois de 899, l'arrivée des Génois durant la guerre de Chioggia de 1379.
Les informations relatives au centre sont assez pauvres et il est difficile d’en connaître sa position exacte, vu les profondes mutations géologiques de la lagune au cours des siècles. Le centre s’élevait sur l’étroit littoral nommé lido di Albiola ou di Pastene, près de l’embouchure du Medoacus Minor qui le séparait, au sud, du lido de Pellestrina. Il reste néanmoins à définir si Albiola se trouvait sur la rive droite ou gauche du fleuve.
Albiola finìt par disparaître définitivement à cause de l’ensablement du port par les sédiments transportés par le Medoaco, d’où l’actuel toponyme de Portosecco (port sec), attesté depuis 1446.

## Sources
- (it) Cet article est partiellement ou en totalité issu de l’article de Wikipédia en italien intitulé « Albiola » (voir la liste des auteurs) le 30/10/2012.